# Ajedrez pierde-gana
|       |       |       |       |       |       |       |       |       |  |
|       | a8 rd | b8 nd | c8    | d8 qd | e8 kd | f8 bd | g8 nd | h8 rd |  |
| a7 pd | b7 bd | c7 pd | d7 pd | e7 pd | f7 pd | g7 pd | h7 pd |       |  |
| a6    | b6    | c6    | d6    | e6    | f6    | g6    | h6    |       |  |
| a5    | b5 bl | c5    | d5    | e5    | f5    | g5    | h5    |       |  |
| a4    | b4    | c4    | d4    | e4    | f4    | g4    | h4    |       |  |
| a3    | b3    | c3    | d3    | e3 pl | f3    | g3    | h3    |       |  |
| a2 pl | b2 pl | c2 pl | d2 pl | e2    | f2 pl | g2 pl | h2 pl |       |  |
| a1 rl | b1 nl | c1 bl | d1 ql | e1 kl | f1    | g1 nl | h1 rl |       |  |
|       |       |       |       |       |       |       |       |       |  |

El ajedrez pierde-gana (también conocido como antichess, ajedrez regalo, ajedrez suicida, ajedrez asesino, ajedrez captura o losums) es una de las más populares variantes del ajedrez. El objetivo de cada jugador es perder todas sus piezas o quedar ahogado, es decir, una versión misère (aquella en la cual gana el perdedor de acuerdo con las reglas normales). En algunas variantes, un jugador también puede ganar dando o recibiendo jaque mate.

## Reglas (variante principal)
Las reglas son las mismas que las del ajedrez estándar, excepto por las siguientes reglas especiales:
- La captura es obligatoria.
- Cuando hay más de una captura disponible, el jugador puede elegir.
- El rey no tiene poder real y en consecuencia:
  - se puede capturar como cualquier otra pieza;
  - no hay jaque ni jaque mate;
    - por tanto, el rey puede exponerse a la captura;

  - no hay enroque;
  - un peón también puede ser promocionado a rey.
- El ahogado es una victoria para el jugador ahogado (el jugador sin movimientos legales).

Un jugador gana al no poder hacer un movimiento (lo que incluye no tener piezas restantes en el tablero). Aparte de la repetición de movimientos, las tablas por acuerdo y la regla de los cincuenta movimientos, el juego también es tablas cuando ningún jugador puede ganar (por ejemplo, cuando las únicas piezas que quedan son alfiles de colores opuestos).

## Historia
Se desconoce el origen del juego, pero se cree que es significativamente anterior a una versión anterior, llamada take me, que se jugó en la década de 1870. Debido a la popularidad del ajedrez pierde-gana, se han generado otras variantes. La más jugada (variante principal) se describe en Popular Chess Variants de David Pritchard. El ajedrez pierde-gana comenzó a ganar popularidad en el siglo XX, lo que fue facilitado por algunas publicaciones sobre esta variante en Reino Unido, Alemania e Italia. Sin embargo, básicamente fue la competencia a nivel de aficionado, sin una teoría bien desarrollada.
El ajedrez pierde-gana obtuvo una nueva popularidad en el cambio de los siglos XX y XXI como juego en línea, gracias a la implementación de esta variante en FICS en 1996, lo que contribuyó en gran medida a su popularización. En ese momento, se estaban desarrollando numerosos motores, se estaban creando tablas de finales de juego , se estaban publicando materiales sobre estrategia y se estaba desarrollando la teoría de apertura. Se celebraron torneos internacionales en 1998 y 2001.
El servidor de ajedrez de internet Lichess incluye esta variante, llamada "antichess". Después del ajedrez normal, es la variante más popular en el sitio en términos de número de partidas jugadas. Desde 2018, el sitio ha albergado un "Campeonato Mundial Lichess" anual para la variante.

## Campeonatos del Mundo
| Edición | Campeón del mundo | Subcampeón     |
| 2018    | Vladica Andrejić  | Emirhan Oğul   |
| 2019    | Vladica Andrejić  | Emirhan Oğul   |
| 2020    | Caleb Nezol       | Artyom Andreev |
| 2021    | Florentin Olteanu | Adrián Valo    |

## Campeón de España
España ha competido en las cuatro ediciones del campeonato del mundo, consiguiendo el mejor puesto el año 2019, gracias a Diego Álvarez que consiguió el 32º puesto tras ser derrotado frente al campeón del mundo Caleb Nezol.
El campeón de España es el madrileño Diego Álvarez (Antichess Candidate Master) , que en el año 2022 consiguió entrar en el top 100 de los mejores jugadores del mundo.
El subcampeón del España es Diego Galeano (Antichess International Master) un jugador también afincado en el centro de la península.

## Análisis

1.d3?? es una de varias aperturas que pierden por fuerza: 1.d3 g5 2.Bxg5 Ag7 3.Axe7 Bxb2 4.Bxd8 Bxa1 5.Bxc7 Ac3 6.Bxb8 Rxb8 7.Cxc3 d5 8.Cxd5 Cf6 9.Cxf6 Rg8 10.Nxe8 Rxg2 11.Bxg2 f6 12.Bxb7 Rxb7 13.Cxf6 h5 14.Cxh5 Rb1 15.Qxb1 Bb7 16.Qxb7 a6 17.Qxa6 0–1

Debido a la regla de captura forzada, las partidas de ajedrez pierde-gana a menudo implican largas secuencias de capturas forzadas por un jugador. Esto significa que un pequeño error puede arruinar un juego. Estos errores pueden cometerse desde el primer movimiento: las aperturas perdedoras para las blancas incluyen 1.a3, 1.b4, 1.c3, 1.d3, 1.d4, 1.e4, 1.f3, 1.f4, 1. h3, 1.h4, 1.Ca3, 1.Cc3 y 1.Cf3. Algunas de estas aperturas tomaron meses de tiempo de computadora para resolverse, pero las victorias contra 1.e4, 1.d4 y 1.d3 consisten en series simples de capturas forzadas y pueden ser jugadas de memoria por la mayoría de los jugadores promedio.Las otras aperturas: 1.a3, 1.b4, 1.c3, 1.f3, 1.f4, 1.h3, 1.h4, 1.Ca3, 1.Cc3, 1.Cf3 pueden ser resueltas por jugadores muy hábiles y experimentados. 
Esta variante principal de perder ajedrez se resolvió débilmente en octubre de 2016; las blancas pueden forzar una victoria comenzando con 1.e3.Algunas líneas son triviales (1…d6, 1…d5, 1…Ca6, y 1…g6 pierden en menos de 20 jugadas), otras son bastante simples (1…Cf6, 1…h6, 1…e5, 1…f5, 1…h5, 1…f6, 1…a6, 1…a5 pierden en menos de 30 jugadas, sujeto al conocimiento de la teoría), algunas son bastante complicados (1… Ch6, 1…Cc6, 1…c6, pueden requerir alrededor de 60 jugadas). Las más difíciles son las siguientes cinco aperturas (en orden de dificultad creciente): 1.e3 g5 (Defensa del jabalí), 1.e3 e6 (Defensa moderna), 1.e3 b5 (Defensa clásica), 1.e3 c5 (Defensa polaca) y 1.e3 b6 (Defensa Liardet).
David Pritchard, autor de The Encyclopedia of Chess Variants, escribió que la "complejidad y belleza" del ajedrez pierde-gana se encuentra en su final. Señaló que, en contraste con el ajedrez normal, perder finales de ajedrez con solo dos piezas requiere una habilidad considerable para jugar correctamente, mientras que los finales de tres o cuatro piezas pueden exceder la capacidad humana para resolver con precisión. Por ejemplo, los siguientes finales pueden resultar bastante complicados: 2 Caballos contra Torre, 3 Reyes contra Rey o Alfil + Caballo + Rey contra Rey. En el último caso, en particular, una victoria puede requerir más de 60 movimientos, lo que significa que a veces es inalcanzable debido a la regla de los cincuenta movimientos.

## Variantes

### Variantes con respecto al ahogado
|    |    |       |    |       |    |       |       |       |  |
|    | a8 | b8    | c8 | d8    | e8 | f8    | g8 nd | h8 bl |  |
| a7 | b7 | c7    | d7 | e7    | f7 | g7 pl | h7    |       |  |
| a6 | b6 | c6    | d6 | e6    | f6 | g6    | h6    |       |  |
| a5 | b5 | c5    | d5 | e5 pd | f5 | g5    | h5    |       |  |
| a4 | b4 | c4 pd | d4 | e4 pl | f4 | g4    | h4    |       |  |
| a3 | b3 | c3 pl | d3 | e3    | f3 | g3    | h3    |       |  |
| a2 | b2 | c2    | d2 | e2    | f2 | g2    | h2    |       |  |
| a1 | b1 | c1    | d1 | e1    | f1 | g1    | h1    |       |  |
|    |    |       |    |       |    |       |       |       |  |

Las implementaciones de la variante principal pueden variar con respecto al ahogado. Las reglas "internacionales" son como se describieron anteriormente, con el jugador ahogado ganando incluso si ese jugador todavía tiene piezas en el tablero. Las reglas de FICS resuelven el ahogado como una victoria para el jugador con el menor número de piezas restantes; si ambos tienen el mismo número, son tablas (los tipos de piezas son irrelevantes). Las reglas "conjuntas" de FICS / Internacionales resuelven el ahogado como tablas a menos que sea una victoria para el mismo jugador bajo ambos conjuntos de reglas. El ahogado en el diagrama es una victoria para las blancas según las reglas "internacionales", una victoria para las negras según las reglas de FICS y un empate según las reglas "conjuntas".

### Variantes enThe Encyclopedia of Chess Variants
Pritchard analiza las siguientes variantes del juego en The Encyclopedia of Chess Variants.
Variante 2
Las reglas son las mismas que las reglas principales, excepto:
- Los peones se promocionan solo a damas.
- El ahogado es un empate.

Variante 3
Las reglas son las mismas que las reglas principales, excepto:
- El rey tiene poder real (está sujeto a jaque y jaque mate) y sacar al rey del jaque tiene prioridad sobre la captura de otra pieza.
- Un jugador gana reduciendo sus piezas a un rey desnudo o haciendo jaque mate al oponente.
- El ahogado es un empate.

Variante 4
Las reglas son las mismas que las de la variante 3, excepto:
- Un jugador gana reduciendo sus piezas a un rey desnudo o recibiendo jaque mate.